# Ричгроув (Каліфорнія)
Ричгроув (англ. Richgrove) — переписна місцевість (CDP) в США, в окрузі Туларе штату Каліфорнія. Населення — 2358 осіб (2020).

## Географія
Ричгроув розташований за координатами 35°47′48″ пн. ш. 119°6′25″ зх. д. / 35.79667° пн. ш. 119.10694° зх. д. (35.796612, -119.106903).  За даними Бюро перепису населення США в 2010 році переписна місцевість мала площу 1,17 км², уся площа — суходіл.

## Демографія
Згідно з переписом 2010 року, у переписній місцевості мешкали 2882 особи в 598 домогосподарствах у складі 569 родин. Густота населення становила 2462 особи/км².  Було 610 помешкань (521/км²).
Расовий склад населення:
| - 37,1 % — білих - 4,9 % — азіатів - 1,3 % — корінних американців - 0,7 % — чорних або афроамериканців - 0,2 % — вихідців з тихоокеанських островів - 52,8 % — осіб інших рас |

До двох чи більше рас належало 3,1 %. Частка іспаномовних становила 93,9 % від усіх жителів.
За віковим діапазоном населення розподілялося таким чином: 40,1 % — особи молодші 18 років, 55,4 % — особи у віці 18—64 років, 4,5 % — особи у віці 65 років та старші. Медіана віку мешканця становила 22,9 року. На 100 осіб жіночої статі у переписній місцевості припадало 111,8 чоловіків;  на 100 жінок у віці від 18 років та старших — 108,8 чоловіків також старших 18 років.
Середній дохід на одне домашнє господарство  становив 37 645 доларів США (медіана — 28 333), а середній дохід на одну сім'ю — 36 958 доларів (медіана — 27 946). Медіана доходів становила 22 283 долари для чоловіків та 17 625 доларів для жінок. За межею бідності перебувало 49,9 % осіб, у тому числі 68,5 % дітей у віці до 18 років та 17,7 % осіб у віці 65 років та старших.
Цивільне працевлаштоване населення становило 962 особи. Основні галузі зайнятості: сільське господарство, лісництво, риболовля — 57,4 %, освіта, охорона здоров'я та соціальна допомога — 16,6 %, роздрібна торгівля — 6,2 %, виробництво — 5,7 %.